# Juan Carlos Martel
Juan Carlos Martel Bayod (Barcelona, España, 1976) Gestor cultural. Asesor artístico y cultural. Director de escena y de Instituciones Culturales. 
Estudios de Economía en la Universidad de Barcelona. Grado en Interpretación Teatral por el Instituto del Teatro de Barcelona, Posgrado en Diseño de Proyectos Culturales por la Universidad de Barcelona, Máster en Dirección Pública por ESADE y PDG en IESE Business School.
Es miembro del Lincoln Center Theatre Directors Lab, Nueva York 2013. Cofundador y miembro del comité ejecutivo del Directors Lab of Mediterranean. Desde 2015 hasta 2017 formó parte del equipo de dirección artística del Teatre Lliure. Entre 2017 y el 2018 ha sido docente en Florencia en la Scuola di formazione del mestiere dell'attore. En 2019 fue asesor artístico internacional del Teatro della Pergola - Fondazione Teatro della Toscana, año en el que el patronato de la Fundació Teatre Lliure - Teatre Públic de Barcelona le eligió para dirigir la institución hasta el 2024. Miembro del Consejo Universitario de la UIC y del Comité Ejecutivo del Consejo de Cultura de Barcelona.

## Premios
2014 - Moby Dick, un viatge pel teatre - Premi Butaca al mejor espectáculo para público familiar.
2019 - Sis personatges, homenatge a Tomás Giner - Premi de la Crítica a la mejor adaptación/dramaturgia.
2019 - Casting Giulietta - Premio Fundación Amigos de los Mayores.

## Direcciones escénicas
Algunos de los trabajos de Juan Carlos Martel como director escénico son:
- Yerma,[3] de Federico Garcia Lorca. Teatre Lliure 2022. (Reposición 2023)
- La malaltia,[4] basada en La Malaltia de la joventut de F. Bruckner. Teatre Lliure 2021.

- Casting Giulietta,[5] de Marc Artigau. Grec Festival de Barcelona 2019.
- Una Ilíada, de Lisa Peterson y Denis O’Hare. Festival Temporada Alta de Gerona 2018.
- Sis personatges – Homenatge a Tomás Giner, de Joan Yago. Teatre Lliure, 2018.
- Il mercato della carne, de Bruno Fornasari. Teatro Goldoni de Florencia, 2018.
- Brecht Said, basat in diferents textos de Bertolt Brecht. Ex-cine Goldoni de Florencia, 2017.
- Revolta de bruixes, de Josep Maria Benet i Jornet. Teatre Lliure, 2016.
- L'inframón, de Jennifer Haley. Grec Festival de Barcelona 2016.
- La serva padrona, de G. B. Pergolesi. Teatre de Sarrià, 2015.
- Joc de miralls, de Annie Baker. Teatre Lliure, 2015.
- Moby Dick, un viatge pel teatre de Marc Artigau. Teatre Lliure, 2013. (Reposiciones los años 2014 y 2017)
- La tempesta, de August Strindberg. Teatre Lliure, 2013.
- Primera Plana, Festival Temporada Alta de Gerona, 2013.
- Contesto, Teatro Filodrammatici di Milano, 2013.
- L'Espera, de Remo Binosi. Teatre Lliure, 2011.
- La marató de Nova York, d'Edoardo Erba. Teatre Villarroel, 2010.
- Camp de batalla, de Matei Visniec. La Nau Ivanow, 2009.
- Set nenes jueves, de Caryl Churchill. La Nau Ivanow, 2009.
- El lleig, de Marius von Mayenburg. Teatre Tantarantana, 2008.
- Només sexe, de Daniela Feixas. Teatre Gaudí Barcelona, 2008.
- Passi el que passi saludeu, de Marta Buchaca. Obrador Internacional d'Estiu, 2007.
- Històries de família, Biljana Srbljanovic. Obrador Internacional d'Estiu, 2007.
- God is a dj, de Falk Richter. Grec Festival de Barcelona, 2007.
- L'Olor sota la pell, de Marta Buchaca. Sala Beckett, 2007.
- Push Up, de Roland Schimmelpfennig. Sala Beckett, 2006.
- Atemptats contra la seva vida, de Martin Crimp. Sala Beckett, 2005.